# 周捨
周 捨（しゅう しゃ、471年 - 526年）は、南朝斉から梁にかけての学者・官僚・政治家。字は昇逸。本貫は汝南郡安成県。東晋の尚書左僕射の周顗の八世の孫にあたる。子は周弘義・周弘信。甥（弟の周宝始の子）は周弘正・周弘譲・周弘直。

## 経歴
斉の中書侍郎の周顒の子として生まれた。幼くして聡明で、成長すると広く学問に通じ、とくに経典の解釈に詳しかった。斉の太学博士を初任とし、後軍行参軍に転じた。建武年間、尚書僕射江祏が北魏から亡命してきた呉苞を招いて儒学を講義させると、周捨は呉包と議論してその言辞がすぐれていたため、「口弁」と渾名された。王亮が丹陽尹となると、周捨は召し出されて主簿となり、行政事務の多くを任された。太常丞に転じた。
梁が建てられると、周捨は奉常丞となった。武帝が即位すると、吏部尚書の范雲の推薦を受けて、尚書祠部郎に任じられた。梁の儀礼の多くは、周捨が提案したものが採用された。ほどなく後軍記室参軍・秣陵県令として出向した。入朝して中書通事舎人となり、太子洗馬・散騎常侍・中書侍郎・鴻臚卿を歴任した。ときに王亮が罪をえて蟄居し、旧友でかれを訪れるものもいなかったが、ひとり周捨は以前と変わらずに王亮とつき合った。王亮が死去すると、周捨は自ら通夜や葬儀を営み、当時の人に賞賛された。
尚書吏部郎・太子右衛率・右衛将軍を歴任し、官職はたびたび変わったが、つねに省内にとどまって、休みに自邸に下がることもまれであった。国史の編纂や儀礼・制度・法律の制定、軍事の参謀などの任務をひとりで引き受けた。日夜武帝に近侍して、機密に参与すること20年あまり、側近を離れることがなかった。口達者でよく諧謔を飛ばしていたが、機密に関することは一言も漏らすことがなかった。生活は質素で、私室は貧者のようであり、官府に入っても、周捨のいるところは埃がたまっていた。荻を障子代わりにして、壊れても修繕しなかった。右衛将軍となると、母が死去したため官職を辞して喪に服したが、すぐに明威将軍・右驍騎将軍として起用された。服喪が終わると、侍中に任じられ、歩兵校尉を兼ねた。着任しないうちに、員外散騎常侍・太子左衛率に転じた。ほどなく散騎常侍・揚州大中正の任を加えられ、太子詹事に転じた。
普通7年（526年）、南津校尉の郭祖深が武陵郡太守の白渦の手紙を入手し、周捨に銭100万を贈っていたことを、津司が奏聞した。周捨は御史の弾劾を受けて免官された。まもなく右驍騎将軍・知太子詹事に転じた。この年のうちに死去した。享年は56。侍中・護軍将軍の位を追贈された。諡は簡子といった。

## 伝記資料
- 『梁書』巻25 列伝第19
- 『南史』巻34 列伝第24